# 殷富門院大輔

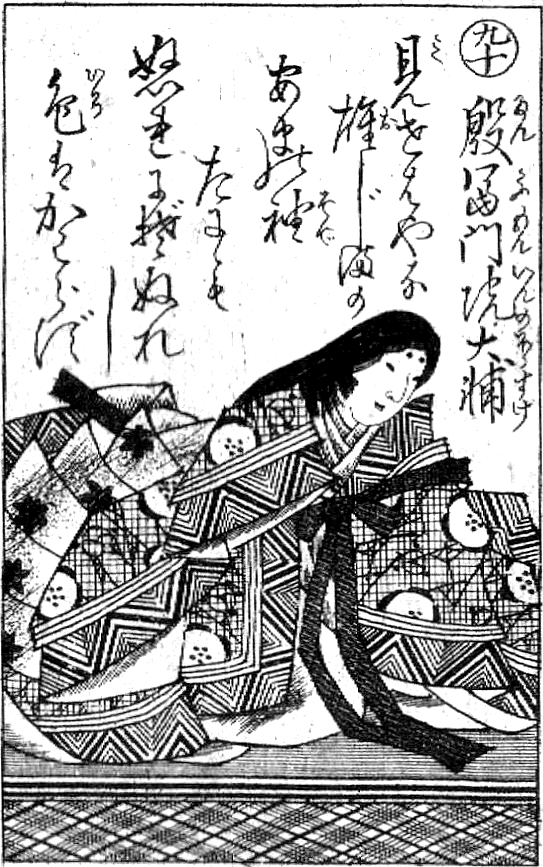
殷富門院大輔 - 1989年（明治22年）刊 銅版百人一首

殷富門院大輔（いんぷもんいんのたいふ、生没年不詳：大治5年（1130年）頃 - 正治2年（1200年）頃）は、平安時代末期に活躍した歌人である。女房三十六歌仙の一人。父は藤原北家勧修寺流従五位下藤原信成。母は従四位式部大輔菅原在良の娘。一説に道尊僧正の母ともいう。

## 経歴
若い頃から後白河院の第1皇女・殷富門院（亮子内親王）に出仕、それに伴い歌壇で長年にわたり活躍した。俊恵が白川の自坊で主宰した歌林苑（宮廷歌人の集まり）のメンバーでもあり、藤原定家・寂蓮・西行・源頼政など多くの歌人と交際があった。また、文治3年（1187年）の百首歌等、自ら主催して定数歌や歌会の催しを行うこともあった。建久3年（1192年）の殷富門院出家に伴って自らも出家したという。私家集である『殷富門院大輔集』、及び『千載和歌集』以降の勅撰集、その他私撰集等に多数の作品を残している。

## 逸話
- 鴨長明が『無名抄』の中で「近く女歌よみの上手にては、大輔・小侍従とてとりどりにいはれ侍りき（＝近ごろの女流歌人のなかで上手なのは殷富門院大輔と小侍従であるとさまざまにいわれている）」[2]と述べる等、当時最高の女流歌人であると目されていた。その歌風は『歌仙落書』によると「古風を願ひてまたさびたるさまなり（＝古いスタイルの和歌を手本として古風な趣がある）」と評されたが、一方では、本歌取りや初句切れを多用した技巧的な面もある。また、多作家としても知られ、「千首大輔」の異名[* 1]もあった。
- そのライバルと目されていた小侍従[* 2]と夜通し連歌に興じることもあった[3]。

この時の連歌の内容は伝存していない。別の機会に名月の夜に歌人仲間の男性達を誘って小侍従宅へのアポなし訪問を試みる等、自由な振舞いも垣間見える。
- 和歌の祖とも言える柿本人麻呂の墓を訪ねて仏事を営み、当代の有名歌人達に和歌の詠進を求めるというイベントを主催している[5]。

- 建久2年（1191年）頃、源平争乱後の復興が進行していた南都への巡礼に出かけ、東大寺で再建間もない大仏を拝した[* 4]後、興福寺南円堂、一言主社等を参拝した[6]。荒廃した元興寺では、智光曼荼羅を目にした可能性もある。

## 作品
勅撰集
| 歌集名         | 作者名表記   | 歌数 | 歌集名         | 作者名表記   | 歌数 | 歌集名         | 作者名表記   | 歌数 |
| -------------- | ------------ | ---- | -------------- | ------------ | ---- | -------------- | ------------ | ---- |
| 千載和歌集     | 殷富門院大輔 | 5    | 新古今和歌集   | 殷富門院大輔 | 10   | 新勅撰和歌集   | 殷富門院大輔 | 15   |
| 続後撰和歌集   | 殷富門院大輔 | 6    | 続古今和歌集   | 殷富門院大輔 | 2    | 続拾遺和歌集   | 殷富門院大輔 | 1    |
| 新後撰和歌集   | 殷富門院大輔 | 1    | 玉葉和歌集     | 殷富門院大輔 | 4    | 続千載和歌集   | 殷富門院大輔 | 2    |
| 続後拾遺和歌集 | 殷富門院大輔 | 1    | 風雅和歌集     | 殷富門院大輔 | 4    | 新千載和歌集   | 殷富門院大輔 | 2    |
| 新拾遺和歌集   | 殷富門院大輔 | 4    | 新後拾遺和歌集 |              |      | 新続古今和歌集 | 殷富門院大輔 | 2    |

定数歌・歌合
| 名称                   | 時期                    | 作者名表記 | 備考 |
| ---------------------- | ----------------------- | ---------- | ---- |
| 太皇太后宮大進清輔歌合 | 1160年（永暦元年）      |            |      |
| 住吉社歌合             | 1170年（嘉応2年）       |            |      |
| 広田社歌合             | 1172年（承安2年）       |            |      |
| 別雷社歌合             | 1178年（治承2年）       |            |      |
| 寿永百首               | 1182年（寿永元年）      |            |      |
| 後京極摂政家百首歌     |                         |            |      |
| 民部卿家歌合           | 1195年（建久6年）3月3日 |            |      |

私家集
- 『殷富門院大輔集』（鎌倉時代前期写本 伝藤原為家筆 冷泉家時雨亭文庫 重要文化財）（宮内庁書陵部本の親本） 305首
- 『殷富門院大輔集』（寿永百首家集・続群書類従本） 110首

## 百人一首
- 90番

この歌は、源重之が詠んだ
の本歌取となっている。